# Sorubim maniradii
Sorubim maniradii är en fiskart som beskrevs av Littmann, Burr och Buitrago-suarez 2001. Sorubim maniradii ingår i släktet Sorubim och familjen Pimelodidae. Inga underarter finns listade i Catalogue of Life.